# Jeannette Rodríguez
Jeannette Rodríguez (ur. 16 maja 1961 w Caracas) – wenezuelska aktorka filmowa.
Znana w Polsce z telenowel: Cristal (1985), Różowa Dama (1986) oraz Micaela (1992).

## Telenowele
- Kapricho (1982)
- Leonela (1983)
- Topacio (1984) jako Yolanda
- Rebeca (1985)
- Cristal (1985/1986)
- Różowa dama (1986/1987) jako Emperatriz Ferre
- Amandote (1988)
- Pobre Diabla (1990) jako Marcela
- Micaela (1992/1993) jako Micaela
- Todo por tu amor (1997)